# Shenzhou 9
Shenzhou 9 foi a quarta missão tripulada do programa espacial chinês Shenzhou, lançada do Centro de lançamento de satélites de Jiuquan, no Deserto de Gobi, em 16 de junho de 2012. A missão teve valor histórico por ser a primeira em que um chinês foi ao espaço pela segunda vez, o comandante Jing Haipeng, e por levar pela primeira vez ao espaço uma mulher chinesa, a taikonauta Liu Yang.
O objetivo da missão da missão  foi a de realizar a primeira acoplagem de uma nave tripulada com o módulo-laboratório Tiangong 1, em órbita terrestre desde setembro de 2011.

## Tripulação
| Posição      | Taikonauta                          |
| ------------ | ----------------------------------- |
| Comandante   | Jing Haipeng                        |
| Operador     | Liu Wang                            |
| Pesquisadora | Liu Yang primeira chinesa no espaço |

## Missão

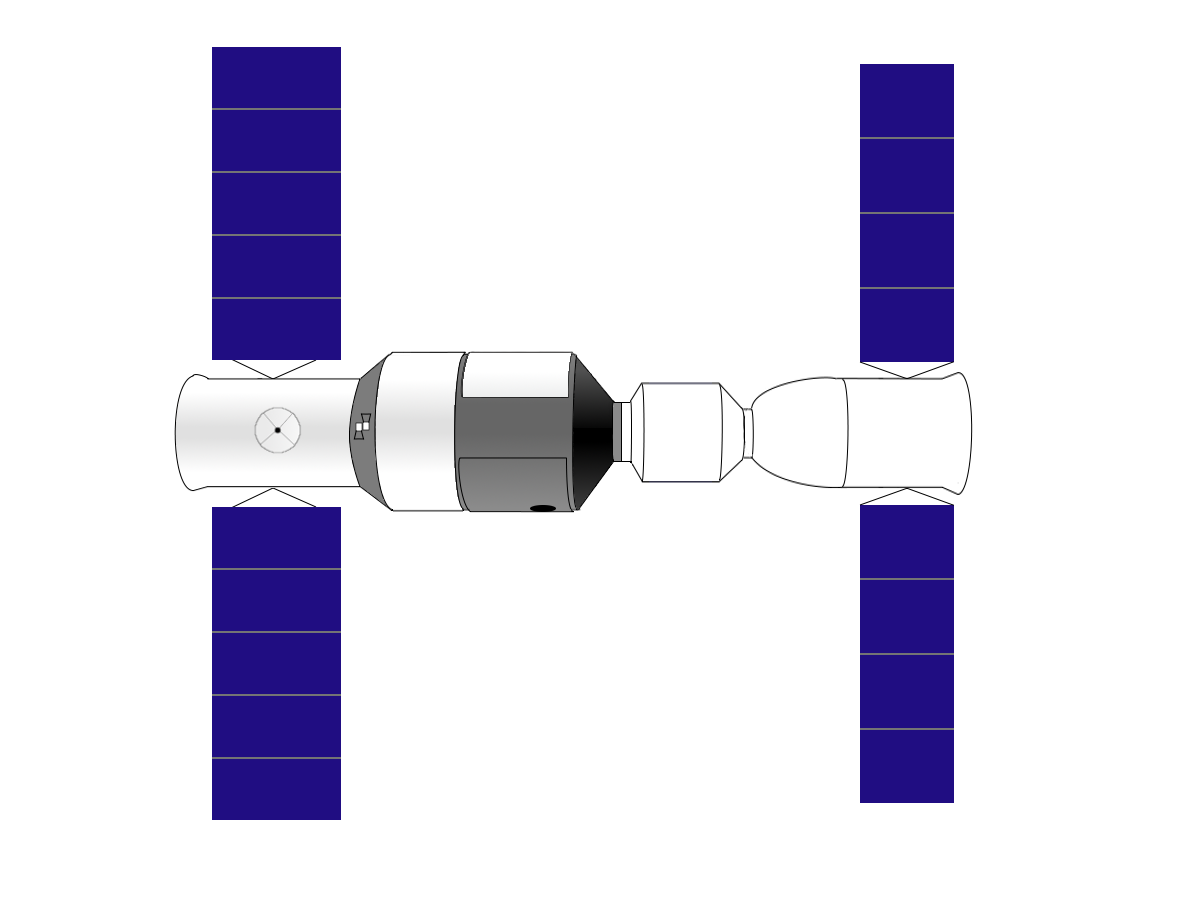
Diagrama da Shenzhou 9 acoplada com a estação Tiangong 1.

Em março de 2012, a Administração Espacial Nacional da China (ASNC) anunciou que a lista inicial da tripulação para a Shenzhou 9 incluiria mulheres taikonautas. Em princípio, a capitã da Força Aérea Chinesa Wang Yaping foi anunciada como a escolhida, mas na véspera do lançamento houve o anúncio oficial de que a integrante da missão seria a major-piloto Liu Yang. Yaping ficou como reserva.
A nave foi lançada do Centro de Jiuquan às 10h37min24 UTC de 16 de junho, no topo de um foguete Longa Marcha 2F, e acoplou-se com sucesso com o módulo Tiangong 1 às 6h07 UTC de 18 de junho. Durante o período de acoplamento, dois taikonautas dormiram no módulo e um na Shenzhou 9.  Seis dias depois do primeiro acoplamento automático dirigido do solo, os taikonautas desacoplaram a nave da estação e, manualmente, a acoplaram novamente.
Depois de treze dias da bem sucedida missão, a Shenzhou 9 voltou à Terra com a tripulação, pousando em segurança na Mongólia Interior na manhã (02h01 UTC) de 29 de junho de 2012. A missão contou com o apoio de solo e monitoramento da Estação Terrena Brasileira de Alcântara (MA), do Instituto Nacional de Pesquisas Espaciais (INPE).

## Galeria
- Computação gráfica do laboratório Tiangong 1 em órbita.

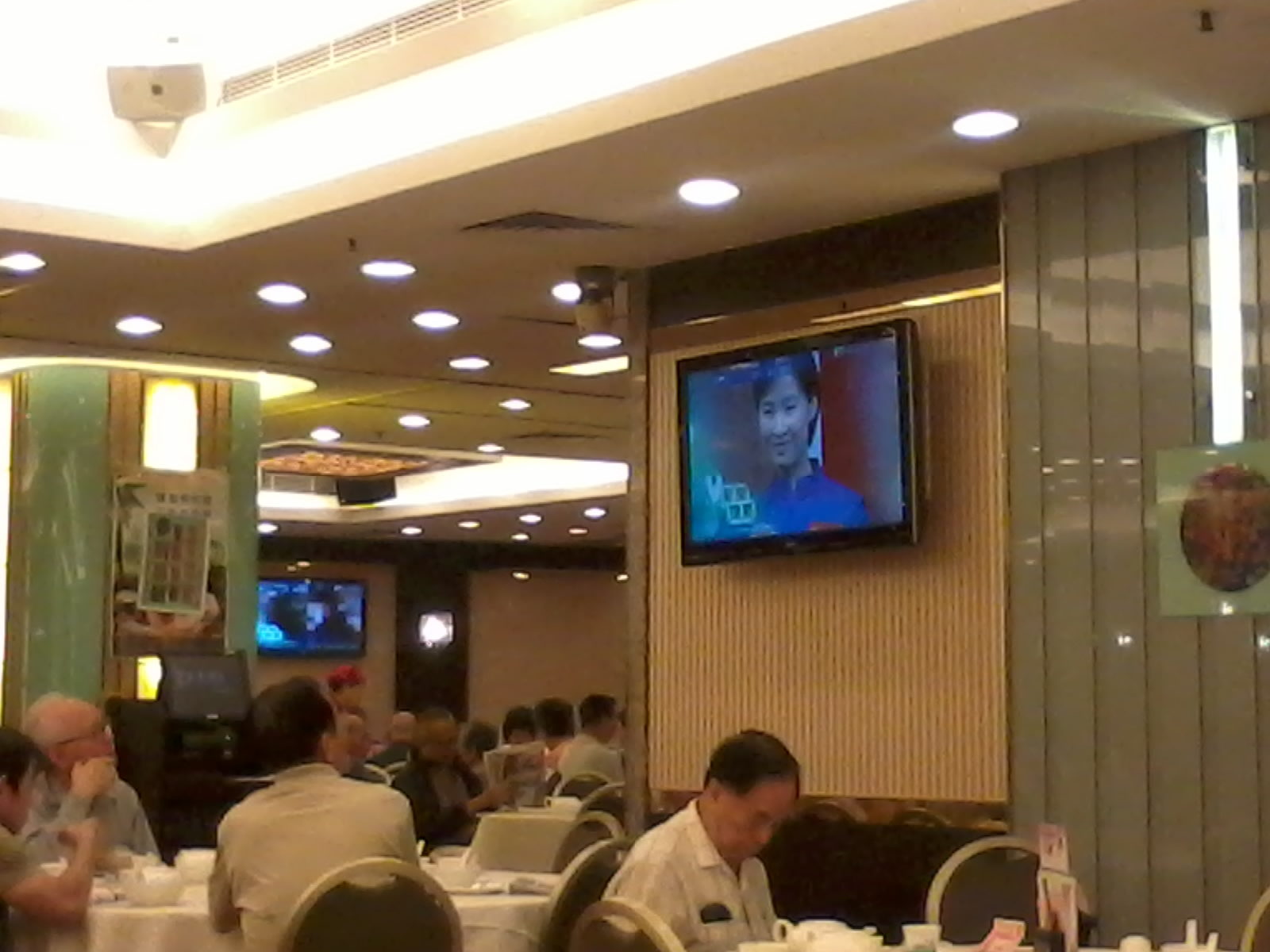
A primeira taikonauta chinesa, Liu Yang, nas telas de tv de toda a China .